# FC Schaan
Fussballclub Schaan (obecně známý jako Schaan) je lichtenštejnský fotbalový klub sídlící v Schaanu. Lichtenštejnsko nemá vlastní ligovou soutěž, a tak soutěží v 3. Lize, sedmé nejvyšší úrovni švýcarského fotbalu. Své domácí zápasy hraje na Sportplatzu Rheinwiese.

## Trofeje
- Lichtenštejnský fotbalový pohár (3×)[2]
  - 1954/55, 1962/63, 1993/94